# 都市圏
都市圏（としけん、英語: metropolitan area）とは一般に、中心となる都市および、その影響を受ける地域（周辺地域、郊外）をひとまとめにした地域の集合体であり、行政区分を越えた広域的な社会・経済的な繋がりを持った地域区分のことを指す。
具体的な定義においては多様な基準が民間及び公的組織で使われている。
全世界を対象にした様々な基準がある一方で、各国でも国情に合わせ基準が作られている。
例えば政府について、アメリカ合衆国は公式に統一的な都市圏の設定を行い、日本は各機関が都市圏を設定している。

## 概要
現代の都市活動は広域化しており、行政単位としての市、区、町、村の範囲を超えている。中心となる都心の影響が及ぶ範囲を含めてその都市の都市圏と呼び、各種の計画、事業、管理を考える際の枠組となっている。

### 都市圏の種類
- 通勤通学都市圏
  - 相対通勤通学都市圏
  - 絶対通勤通学雇用圏
- 経済都市圏（経済圏）
- 生活都市圏（生活圏）
- 都市群
- 大都市圏 - 都市圏の内、人口・経済力などが大きいもの。「大都市」の都市圏。三大都市圏、五大都市圏など。あるいは、複数の隣接都市圏の集合体。複数の中心業務地区 (CBD) や中心商業地がある都市圏。人口が多い場合が多い。京阪神圏、中京圏、北九州・福岡大都市圏、静岡・浜松大都市圏、前橋・高崎など。

その他、分析や施策などの目的に応じた多種の都市圏がある。

### 通勤率
都市圏を形成する指標として通勤率が多く用いられている。基本的には、下記の計算式で求められる。
計算式
中心都市への通勤・通学者数÷全通勤・通学者数×100
ただし、総務省が国勢調査において設定している1.5%都市圏の場合は、各市町村における都市圏の核となる中心都市への15歳以上の通勤・通学者数が常住人口に占める割合を表しており、注意する必要がある。また、都市雇用圏では通学者を含まない通勤者のみの通勤率が用いられる。

## 世界の主な都市圏
東京都は、東京、ニューヨーク、ロンドン、パリの4都市圏が世界の四大都市圏であると主張している。この用例は東京都での使用例があるのみで、世界的には世界四大都市圏といった呼称や定義は見られない。

東京都による世界四大都市圏
東京都市圏
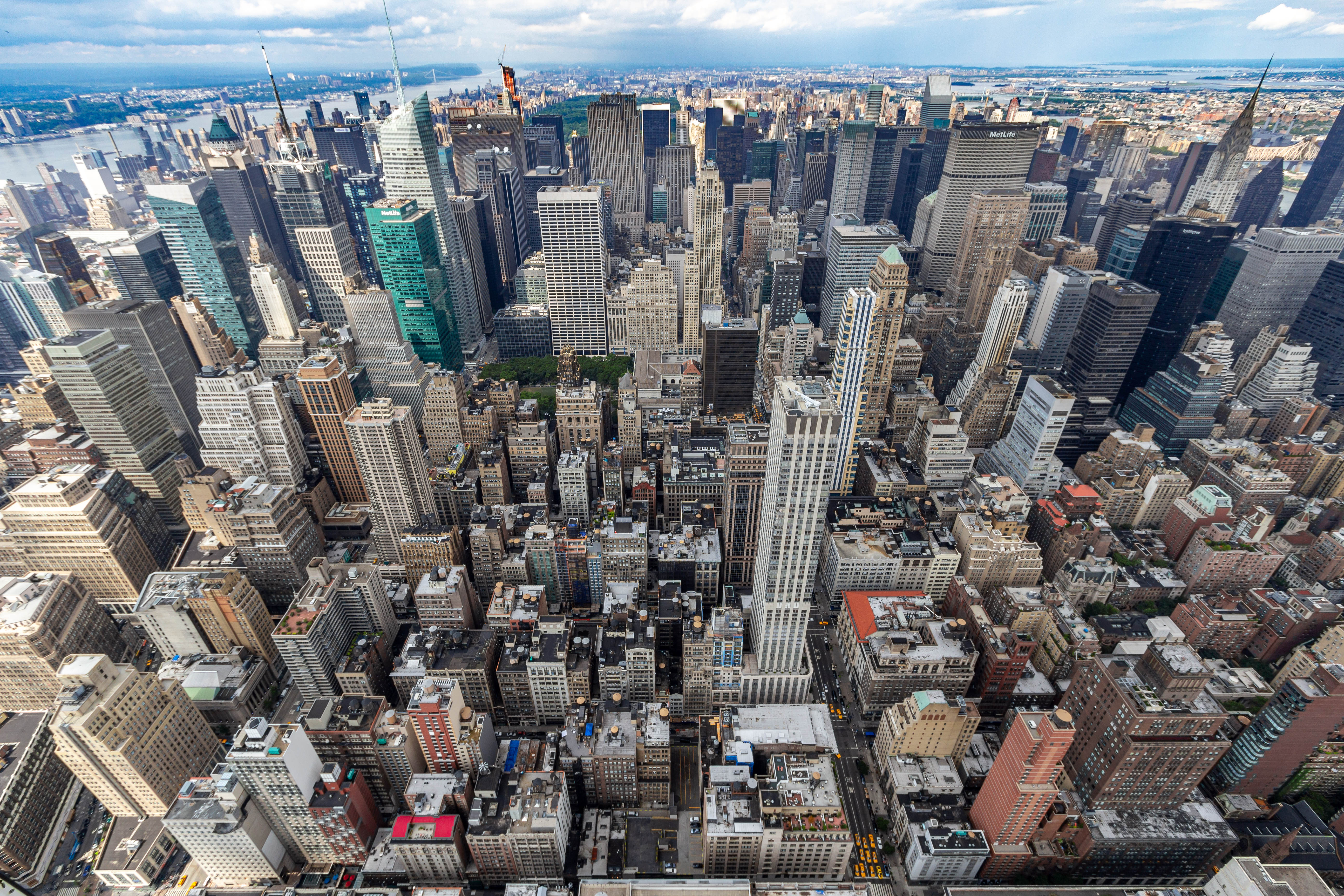
ニューヨーク都市圏
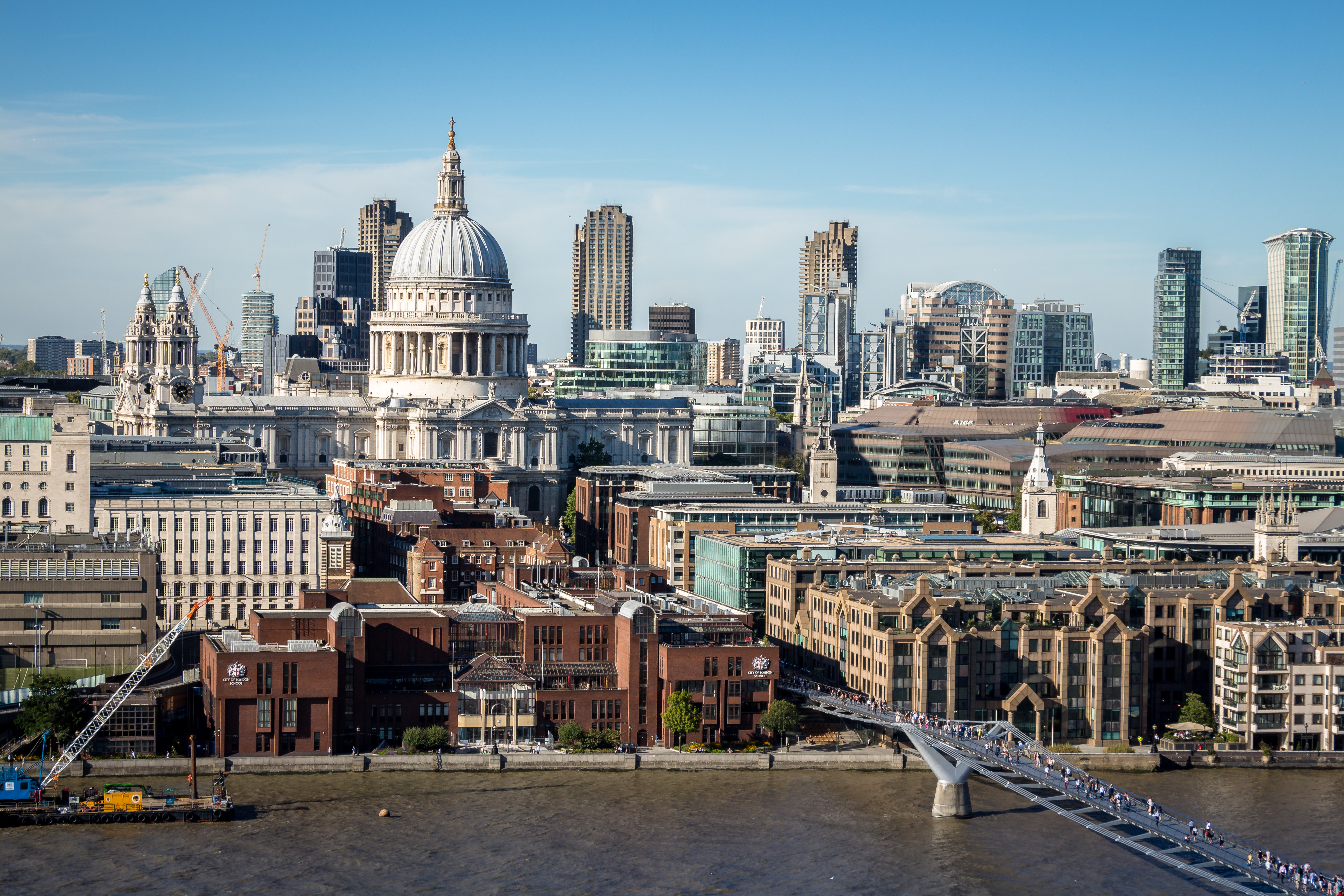
ロンドン都市圏
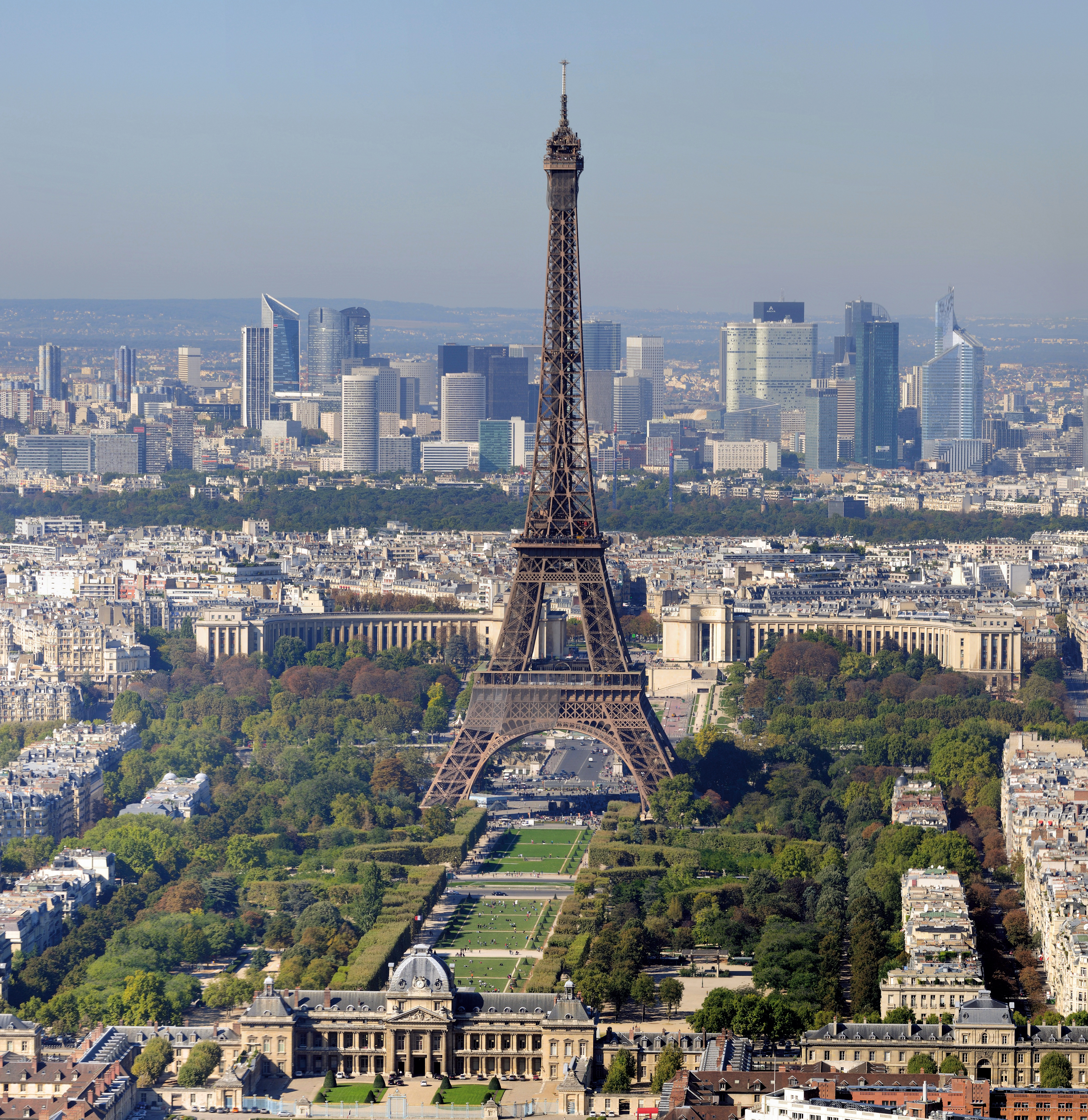
パリ都市圏

### 東京都市圏
国土交通省の東京圏とは、東京都、埼玉県、千葉県、神奈川県をいう。人口は3,562万人（2012年4月現在）。域内総生産（GRP）は1,652,124百万USドル（2012年4月現在）。

### ニューヨーク都市圏
ニューヨーク都市圏はUnited States Census Bureauではニューヨーク州の一部（10郡）、ニュージャージー州の一部（12郡）、ペンシルベニア州の一部（1郡）をあわせた範囲をいう。人口は1,890万人（2012年4月現在）。域内総生産（GRP）は1,214,209百万USドル（2012年4月現在）。

### ロンドン都市圏
ロンドン都市圏はEurostatではグレーターロンドンとその周辺の8州の一部をあわせた範囲をいう。人口は1,501万人（2012年4月現在）。域内総生産（GRP）は377,099百万USドル（2012年4月現在）。

### パリ都市圏
パリ都市圏はEurostatではパリとその周辺の7県をあわせた範囲をいう。人口は1,180万人（2012年4月現在）。域内総生産（GRP）は402,899百万USドル（2012年4月現在）。

## 日本の都市圏
下表は都市圏の定義の1つとして挙げられる10%都市圏（都市雇用圏）の一覧である。2025年6月1日時点で推計人口が100万人を超える都市圏のみ抜粋。都道府県庁所在地が中心都市の場合、順位の背景色を青とした。
| 順位 | 都市圏       | 推計人口     |
| ---- | ------------ | ------------ |
| 1    | 東京都市圏   | 36,361,251人 |
| 2    | 大阪都市圏   | 11,910,679人 |
| 3    | 名古屋都市圏 | 6,850,526人  |
| 4    | 福岡都市圏   | 2,725,165人  |
| 5    | 京都都市圏   | 2,464,159人  |
| 6    | 神戸都市圏   | 2,352,292人  |
| 7    | 札幌都市圏   | 2,336,175人  |
| 8    | 仙台都市圏   | 1,606,713人  |
| 9    | 岡山都市圏   | 1,483,586人  |
| 10   | 広島都市圏   | 1,408,513人  |
| 11   | 北九州都市圏 | 1,262,957人  |
| 12   | 前橋都市圏   | 1,220,382人  |
| 13   | 熊本都市圏   | 1,160,032人  |
| 14   | 浜松都市圏   | 1,090,736人  |
| 15   | 宇都宮都市圏 | 1,039,125人  |

### 国の機関による定義
日本では国の機関で各種の都市圏が設定されている。基礎データとして、国勢調査の統計データを利用して作成することが多い。

#### 国勢調査の統計上の地域区分
総務省統計局が国勢調査において広域的な都市地域を規定するため行政区域を越えて設定した統計上の地域区分。俗にいう「1.5%都市圏」→ 都市圏 (総務省)
- 中心市：
  - 大都市圏の中心市は、東京特別区部（東京23区）、および、その他の政令指定都市。この際、中心市が互いに近接している場合には、その地域を統合して1つの大都市圏とする。
  - 都市圏の中心市は、大都市圏に含まれない人口50万人以上の市。
- 周辺市町村：周辺市町村は、中心市への15歳以上通勤・通学者数の割合が当該市町村の常住人口の1.5%以上であり、かつ、中心市と連接している市町村とする。ただし、通勤・通学者数の割合が1.5%未満の市町村であっても、周囲を周辺市町村に囲まれている場合には周辺市町村とする。
  - 北九州・福岡大都市圏など、中心市が複数設定されている場合は、中心市の一方に対しての通勤・通学者数の割合が1.5％以上であれば足り、他方に対しては通勤・通学者数が僅少である場合もある。

#### 国土交通省の定義

##### 都市圏
国土交通省による追加条件付の5%通勤通学圏。→ 都市圏 (国土交通省)
- 核都市
  - 人口10万人以上
  - 昼夜人口比率が100%以上
- 周辺市町村
  - 核都市への通勤通学者が、全通勤通学者の5%以上または500人以上 である市町村
  - 二つ以上の都市圏に含まれる市町村は、核都市への通勤通学者の多い方の都市圏に含む（相対都市圏）。

※核都市が20km以内に併存する場合には、連結して一つの都市圏とする
※昼夜人口比率：常住人口に対する昼間人口の割合
都市再生ビジョン（2003年）では全国に88の都市圏があるとされ、都市・地域レポート2005では85の都市圏があるとされた。

##### 直接通勤圏
俗に言う「5%都市圏」。隣接する都市圏を考慮する必要がない場合は、5%通勤通学圏を絶対都市圏（直接通勤圏）で定義する。「二つ以上の都市圏に含まれる市町村を、核都市への通勤通学者の多い方の都市圏に含む」などの追加条件がなく、核都市への通勤通学数が5%を超える周辺都市をすべて含む。採用例

#### 経済分析単位
経済産業省とまち・ひと・しごと創生本部では、経済活動を分析するための単位のひとつとして都市雇用圏を採用している。都市雇用圏では2010年国勢調査基準で日本に233の都市圏が設定される。

#### 総務省の制度
総務省は連携中枢都市圏の事業を推進している。前身である地方中枢拠点都市圏の制度を、国土交通省などの類似の事業と統合し名前を改めた。拠点都市が周辺市町村と連携協約を結ぶことで都市圏を形成する。
| 国勢調査（総務省）                                                                 | 国勢調査（総務省）             | 国土交通省 | 国土交通省            | 国土交通省             | 国土交通省            | 都市圏例                                                | 経済産業省            | 国土交通省         | 総務省           | 厚生労働省  |
| 都市圏名                                                                           | 分類                           | 都市名または選定条件 | 四全総                | 分類                   | 分類                  | 都市圏例                                                | 経済産業省            | 国土交通省         | 総務省           | 厚生労働省  |
| ---------------------------------------------------------------------------------- | ------------------------------ | --- | --------------------- | ---------------------- | --------------------- | ------------------------------------------------------- | --------------------- | ------------------ | ---------------- | ----------- |
| 札幌、仙台、関東、 新潟、静岡・浜松、 中京、近畿、岡山、 広島、北九州・福岡、 熊本 | 大都市圏                       | 東京圏、大阪圏、名古屋圏                                                                                                 | 大都市圏              | 大都市圏               | 中枢 拠点 都市圏      | 東京特別区、大阪、名古屋 （500万人以上）                | 三大都市圏            | 三大都市圏         | 三大都市圏       | 三次 医療圏 |
| 札幌、仙台、関東、 新潟、静岡・浜松、 中京、近畿、岡山、 広島、北九州・福岡、 熊本 | 大都市圏                       | 札幌市、仙台市、広島市、 福岡市・北九州市 を中心とする都市圏                                                             | 地方中枢 都市圏       | 地方の 中枢拠点 都市圏 | 中枢 拠点 都市圏      | 札幌、仙台、京都、 広島、福岡など 14か所（500-100万人） | 大・中規模 都市雇用圏 | 高次 地方都市 連合 | 連携 中枢 都市圏 | 三次 医療圏 |
| 札幌、仙台、関東、 新潟、静岡・浜松、 中京、近畿、岡山、 広島、北九州・福岡、 熊本 | 大都市圏                       | 新潟、金沢・富山、 静岡・浜松、岡山・高松、 松山、熊本、鹿児島、那覇など 地方中枢都市圏に準ずる 規模と機能を有する都市圏 | 地方中核 都市圏       | 地方の 中枢拠点 都市圏 | 中枢 拠点 都市圏      | 札幌、仙台、京都、 広島、福岡など 14か所（500-100万人） | 大・中規模 都市雇用圏 | 高次 地方都市 連合 | 連携 中枢 都市圏 | 三次 医療圏 |
| 宇都宮、松山、鹿児島                                                               | 都市圏 （50万人以上 の中心市） | 新潟、金沢・富山、 静岡・浜松、岡山・高松、 松山、熊本、鹿児島、那覇など 地方中枢都市圏に準ずる 規模と機能を有する都市圏 | 地方中核 都市圏       | 地方の 中枢拠点 都市圏 | 中枢 拠点 都市圏      | 札幌、仙台、京都、 広島、福岡など 14か所（500-100万人） | 大・中規模 都市雇用圏 | 高次 地方都市 連合 | 連携 中枢 都市圏 | 三次 医療圏 |
| －                                                                                 | －                             | 県庁所在地または 概ね30万人以上の市 を中心とする都市圏                                                                   | 地方中核 都市圏       | 地方中核都市圏         | 地方中核都市圏        | 盛岡、水戸、岐阜、 大分、下関など 50か所（100-30万人）  | 大・中規模 都市雇用圏 | 高次 地方都市 連合 | 連携 中枢 都市圏 | 三次 医療圏 |
| －                                                                                 | －                             | 人口が概ね30万人未満の都市 を中心とする都市圏                                                                            | 地方中心・ 中小都市圏 | 地方中心・ 中小都市圏  | 地方中心・ 中小都市圏 | 盛岡、水戸、岐阜、 大分、下関など 50か所（100-30万人）  | 大・中規模 都市雇用圏 | 高次 地方都市 連合 | 連携 中枢 都市圏 | 二次 医療圏 |
| －                                                                                 | －                             | 人口が概ね30万人未満の都市 を中心とする都市圏                                                                            | 地方中心・ 中小都市圏 | 地方中心・ 中小都市圏  | 地方中心・ 中小都市圏 | 五所川原、御殿場、 三条、今治など 91か所（30-10万人）   | 小規模 都市雇用圏     | コンパクト シティ  | 定住 自立圏      | 二次 医療圏 |
| －                                                                                 | －                             | 人口が概ね30万人未満の都市 を中心とする都市圏                                                                            | 地方中心・ 中小都市圏 | 地方中心・ 中小都市圏  | 地方中心・ 中小都市圏 | 釜石、毛呂山、 網走、五島など 75か所（10万人未満）      | 小規模 都市雇用圏     | コンパクト シティ  | 定住 自立圏      | 二次 医療圏 |
| －                                                                                 | －                             | 人口が概ね30万人未満の都市 を中心とする都市圏                                                                            | 地方中心・ 中小都市圏 | 地方中心・ 中小都市圏  | 地方中心・ 中小都市圏 | 夕張市、輪島市、 上勝町、海士町など 439市町村           | （地方圏）            | 小さな拠点         | －               | －          |

### 地方行政による定義

#### 広域行政圏
都道府県内の広域行政のための地域圏のこと。上下水道・交通・ごみ処理・医療・消防・観光などの広域行政のために、都道府県庁は都道府県内をいくつかの地域に分けている。その内、都市機能が集約している地域は、「都市圏」という名称を使っていることも多い。広域行政圏には、複数の自治体からなる協議会が置かれ、広域行政計画を作成している。地域圏の線引きは、自然障壁や長年の慣習に依存していることが多く、通勤・通学圏や商圏などの経済学的・都市学的な都市圏とは異なった地域区分となっている（参照 : 福岡都市圏、札幌都市圏、仙台都市圏）。

#### 広域都市圏
経済圏、地域圏、商圏など、都市を中心とした地域の集合体。通勤・通学などの定期的・日常的な交流に限らず、経済活動、文化的結合性、購買や娯楽の志向性などに着目した枠組みである。なんらかの目的を持って組織として存在する場合と、統計上の分類に過ぎないものがある。都府県境を越えて設定することもめずらしくない（例：下関市と北九州市の関門都市圏）。
三大都市圏はその中心部の求心力が大きく、影響力が広域に及ぶため、東京圏、大阪圏、名古屋圏、という市町村別で設定される大都市圏と、都府県単位の首都圏・近畿圏・中京圏が用いられている。

### 民間の定義

#### 都市雇用圏
「10%通勤圏」。金本良嗣と徳岡一幸が「応用地域学研究」(2002) で、DID（Densely Inhabited District：人口集中地区）人口を利用して中心地域を決め、その地域の雇用求心力を基準に設定された都市圏。→ 都市雇用圏

#### 10%通勤通学圏
「10%通勤通学圏」毎日の決まった人の移動に注目した都市圏。周辺市町村の定義は、通勤・通学者数の割合が10%以上としている。

#### 民力総合指数
朝日新聞が発売している指標で、「生産・消費・文化などの分野にわたり国民がもっているエネルギー」とされる。購買力の推定やイベント集客力などのマーケティングに利用される。三大都市圏内の地域圏に対しても「都市圏」という言葉を用いており、横浜都市圏等を設定している。

## アメリカの都市圏
アメリカでは、ニューヨーク、フィラデルフィア、ボストン、ボルティモア、ワシントンD.C.などにメガロポリスと呼ばれる巨大都市圏が形成されている。